# Guillermo Ceroni
Guillermo Arturo Ceroni Fuentes  (Parral, 30 de julio de 1946) es un abogado y político chileno, militante del Partido por la Democracia (PPD). Desde el 18 de julio de 2024 se desempeña como Secretario Regional Ministerial de Transportes y Telecomunicaciones del  Maule, actuando bajo el gobierno de Gabriel Boric.  
Entre 1994 y 2018 fue diputado de la República de Chile, ejerció también como presidente de la Cámara de Diputados de forma interina, tras el fallecimiento de Juan Bustos (PS) en el cargo.

## Biografía
Nació en Parral el 30 de julio de 1946, hijo de Enrique Javier Ceroni Morales y Aída Mercedes Fuentes Muñoz.
Sus estudios primarios los realizó en el Liceo de Hombres de Parral, mientras que los estudios secundarios en el Colegio Seminario de Chillán y en el Colegio San Ignacio de Santiago. Posteriormente ingresó a la Facultad de Derecho de la Universidad de Chile, donde obtuvo el título de abogado.
En el ámbito profesional, entre 1971 y 1974 se desempeñó como asesor del director jurídico de la Corporación de la Reforma Agraria (CORA) en Santiago. Posteriormente regresó a su zona para ejercer, entre 1974 y 1979, como abogado de la Cooperativa Agropecuaria Perquilauquén Ltda. Además, entre 1974 y 1992 ejerció como abogado en Parral e incursionó en actividades agrícolas.
En 1987 fue nombrado abogado de Amnistía Internacional, y al año siguiente y hasta 1989 fue abogado del Gobierno de la República Democrática Alemana en el caso de Colonia Dignidad.
Fue presidente de regantes de la Asociación Diguas de Parral, entre 1991 y 1992. Este último año también fue presidente de los arroceros de la misma ciudad.

## Carrera política

### Inicios
Inició su trayectoria política en 1967, al incorporarse al Movimiento de Acción Popular Unitaria (MAPU), donde asumió diferentes cargos directivos hasta 1973.
Fue dirigente en Parral de la campaña por el «No» para el plebiscito de 1988. Al año siguiente, conformó el grupo de fundadores del Partido por la Democracia (PPD) de la misma ciudad, asumió la presidencia de la colectividad y se presentó como precandidato a diputado por el mismo conglomerado para las elecciones parlamentarias de 1989, donde no obtuvo la nominación.
Entre 1993 y 1994, asumió como consejero regional de su partido.

### Diputado
En las elecciones parlamentarias de 1993, fue elegido diputado por el distrito N.° 40 —que integran las comunas de Cauquenes, Chanco, Longaví, Parral, Pelluhue y Retiro— para el periodo 1994-1998, donde integró las comisiones permanentes de Agricultura, Silvicultura y Pesca; y la de Derechos Humanos, Nacionalidad y Ciudadanía. Asimismo, entre el 7 de marzo de 1996 al 7 de septiembre de ese mismo año, fue el jefe de la bancada parlamentaria del PPD. 
En las elecciones parlamentarias de 1997 fue reelecto, esta vez para integrar el L Periodo Legislativo, donde integró las comisiones permanentes de Agricultura, Silvicultura y Pesca; y de Obras Públicas, Transportes y Telecomunicaciones. Además fue presidente de la Comisión Investigadora de Irregularidades en Aduanas e integró la de la Disolución de Colonia Dignidad. En este periodo nuevamente fue jefe de bancada de su partido, entre el 7 de marzo y el 7 de septiembre de 1998.
En las elecciones parlamentarias de 2001 obtiene su tercer periodo como diputado. En el LI Periodo Legislativo integró las comisiones permanentes de Constitución, Legislación y Justicia; y de Obras Públicas, Transportes y Telecomunicaciones.
Nuevamente obtiene la reelección esta vez en las elecciones parlamentarias de 2005, para integrar el periodo 2006-2010. Esta vez participa en la Comisión Permanente sobre Constitución, Legislación y Justicia; y la Investigadora de Asesorías Efectuadas en Reparticiones Gubernamentales. Junto con las comisiones especiales sobre Intervención Electoral; y sobre Política Antártica Chilena. Fue presidente subrogante de la Cámara luego de la muerte de Juan Bustos y fue primer vicepresidente entre el 13 de marzo de 2008 hasta el 18 de marzo de 2009.

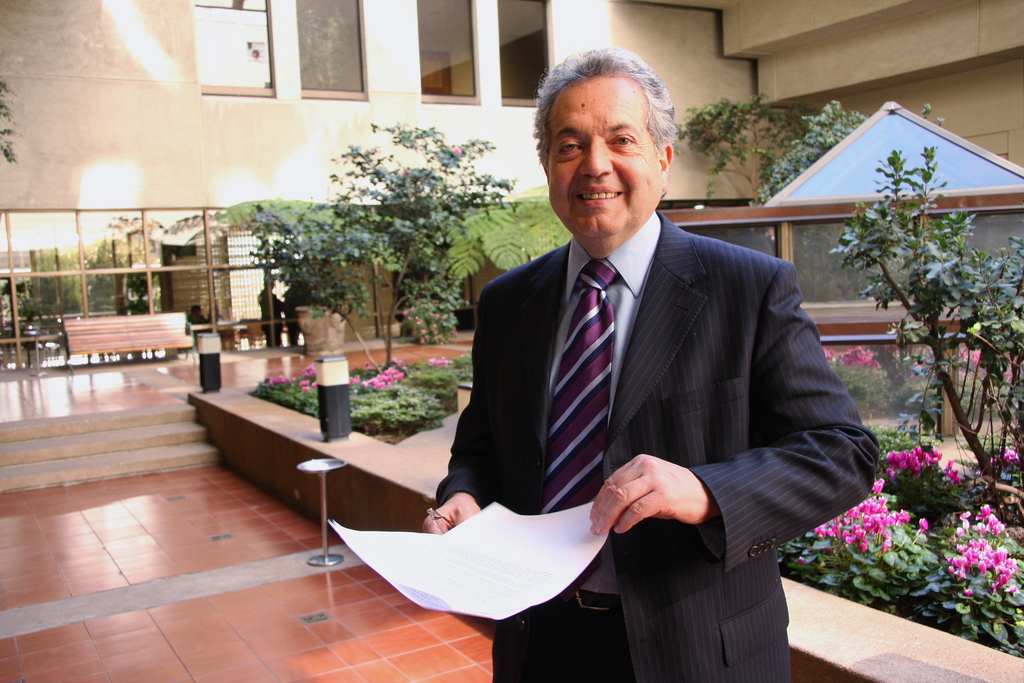
Ceroni en el edificio del Congreso Nacional en 2009.

En misiones en el extranjero, estuvo en la II Reunión Comisión de Diálogo Político con la Asamblea Popular China. También, formó parte de los grupos interparlamentarios chileno-alemán; chileno-australiano; chileno-austriaco; chileno-costarricense; chileno-chino; chileno-holandés; chileno-italiano; chileno-japonés; chileno-marroquí; chileno-ucraniano; chileno-argelino; chileno-rumano; chileno-indio y chileno-jordano.
En las elecciones parlamentarias de 2009, obtiene su quinto periodo como diputado, logrando la más alta votación de todas las veces que ha sido candidato, siendo primera mayoría con un 41,6% de los votos. Para el LIII Periodo Legislativo, fue integrante de las comisiones permanentes de Constitución, Legislación y Justicia; y de Economía. Forma parte del comité parlamentario del Partido por la Democracia.
En las elecciones parlamentarias de 2013 fue reelecto diputado, para el periodo 2014-2018, siendo este su sexto periodo consecutivo. Es integrante de las Comisiones Permanentes de Constitución, Legislación y Justicia; y Seguridad Ciudadana.

### Actividades posteriores
Tras dejar la labor legislativa, Ceroni se mantuvo alejado de la vida pública entre 2018 y 2024, año en que es nombrado como Secretario Regional Ministerial de Transportes y Telecomunicaciones del  Maule, nombrado por el presidente Gabriel Boric.

## Vida personal
Según el propio Ceroni, tuvo indicios de su homosexualidad en la adolescencia, pero no fue hasta la década de 1990 cuando asumió su orientación sexual, aunque no públicamente. En la década de 1970 entabló una relación con Carmen Amalia Duch Roveri, con quien se casó en 2001. La pareja no tuvo hijos.

### Controversia sobre mensajes privados youting
En noviembre de 2015, el periódico digital El Dínamo publicó el contenido de mensajes de carácter sexual que Ceroni intercambió con otros hombres vía WhatsApp mientras estaba en una sesión de la Cámara de Diputados, los cuales habían sido fotografiados por la Agencia UNO. Mientras los medios involucrados indicaron que publicaron las imágenes y los mensajes porque Ceroni no habría estado cumpliendo con su labor de parlamentario, el Movimiento de Integración y Liberación Homosexual (Movilh) criticó que se revelara la orientación sexual de personas sin su consentimiento. De esta manera y tras asumir públicamente los hechos que provocaron el outing, Ceroni se convirtió en el primer político chileno en salir del clóset en pleno ejercicio de su cargo.
Ceroni se querelló contra los responsables de la publicación, siendo formalizados el fotógrafo Pablo Ovalle, los editores de la Agencia UNO Mario Dávila y Rodrigo Sáenz, el entonces director de El Dínamo, Marcelo Ibáñez, y el editor del periódico Raúl Thiers. El Dínamo retiró las fotografías, y publicó una declaración afirmando que «expresa sus disculpas a quienes se sintieron ofendidos por la difusión de las fotografías hechas públicas por Agencia Uno, especialmente al diputado Ceroni».
En abril de 2016, Ceroni y otros diputados presentaron una moción de proyecto de ley para incorporar el derecho al olvido a la ley N.° 19628, sobre Protección de la Vida Privada.

## Reconocimientos
El 7 de octubre de 2009, Paolo Casardi, en ese entonces embajador de Italia en Chile, lo condecoró con la Orden al Mérito de la República Italiana, en su grado de Comendador, por su destacada labor en la profundización de los vínculos con Italia.

## Historial electoral

### Elecciones parlamentarias de 1993
- Elecciones parlamentarias de 1993 para el Distrito 40 (Longaví, Parral, Retiro, Cauquenes, Pelluhue y Chanco)[9]

### Elecciones parlamentarias de 1997
- Elecciones parlamentarias de 1997 para el Distrito 40 (Longaví, Parral, Retiro, Cauquenes, Pelluhue y Chanco)[10]

### Elecciones parlamentarias de 2001
- Elecciones parlamentarias de 2001 para el Distrito 40 (Longaví, Parral, Retiro, Cauquenes, Pelluhue y Chanco)[11]

### Elecciones parlamentarias de 2005
- Elecciones parlamentarias de 2005 para el Distrito 40 (Longaví, Parral, Retiro, Cauquenes, Pelluhue y Chanco)[12]

### Elecciones parlamentarias de 2009
- Elecciones parlamentarias de 2009 para el Distrito 40 (Longaví, Parral, Retiro, Cauquenes, Pelluhue y Chanco)[13]

### Elecciones parlamentarias de 2013
- Elecciones parlamentarias de 2013 para el Distrito 40 (Longaví, Retiro, Parral, Cauquenes, Pelluhue y Chanco).

### Elecciones parlamentarias de 2017
- Elecciones parlamentarias de 2017 a diputado por el distrito 18 (Cauquenes, Chanco, Colbún, Linares, Longaví, Parral, Pelluhue, Retiro, San Javier, Villa Alegre y Yerbas Buenas)[14]

### Elecciones de consejeros constituyentes de 2023
- Elecciones de consejeros constitucionales de 2023, para la Circunscripción 9 (Región del Maule)[15]